# الكتابة والنقل في صدر الإسلام
الكتابة والنقل في صدر الإسلام هو عنوان لكتاب يتكلم عن بدايات التدوين عند العرب وانتقالهم من طور الشفهي إلى طور المكتوب.

## المؤلف
هو غريغور شولر أستاذ الدراسات الإسلامية في المدرسة العملية للدراسات العليا.

## المترجم
ترجمه من الفرنسية والإنكليزية إلى العربية فادي شاهين وهو باحث في علم اللغة الاجتماعي في جامعة السوربون.

## الكتاب
الكتاب باللغة الفرنسية يقع في 171 صفحة وبالعربية 170 صفحة.

## دار النشر
صدر عن دار نشر أبولودور في بيروت.

## وصلات
- الكتاب في موقع قوقل كتب.
- الكتاب في موقع أمازون.